# 2,5-Dimethoxy-4-propylthiophenethylamin
2,5-Dimethoxy-4-propylthiophenethylamin ist ein psychedelisches Halluzinogen mit entfernt Meskalin-verwandter Struktur aus der Gruppe der Phenylethylamine. Es wurde etwa um 1980 von Alexander Shulgin entwickelt. Konkret ist es der Stoffgruppe 2C zuzurechnen.
Die Droge ist in der Schweiz im Verzeichnis der verbotenen Betäubungsmittel gelistet und damit illegal. 2,5-Dimethoxy-4-propylthiophenethylamin ist in der Bundesrepublik Deutschland aufgrund seiner Aufführung in der Anlage 1 BtMG ein nicht verkehrsfähiges Betäubungsmittel. Der Umgang ohne Erlaubnis ist grundsätzlich strafbar.